# Paul Smith (stripauteur)
Paul Smith (Kansas City (Missouri), 4 september 1953) is een Amerikaanse stripauteur.  

## Biografie

### Jonge jaren
Smith werd geboren in Kansas City, Missouri, maar woonde daar slechts drie dagen. Zijn vader zat bij de United States Navy, en de familie verhuisde dan ook geregeld gedurende Smiths jeugd. Als een jonge fan van strips bewonderde Smith vooral het werk van Steve Ditko (de Spider-Man strips), en Neal Adams (Batman).

### Carrière
Smith onderging geen formele tekenopleiding. Voordat hij een professionele stripauteur werd, werkte hij als tekenaar voor animatieseries. In 1977 begon hij te werken aan de animatieversie van de “Lord of the Rings”, geproduceerd en geregisseerd door Ralph Bakshi. Hij werkte ook aan Bakshi's film American Pop.
Begin jaren 80 kwam hij terecht bij Marvel Comics. Hij viel eerst in voor andere tekenaars bij verschillende series, totdat hij uiteindelijk de Dr. Strange stripserie kreeg toegewezen. Maar na twee delen stopte hij hier alweer mee, en verving Dave Cockrum bij de  Uncanny X-Men serie. Uncanny X-Men was op dat moment de best lopende strip in de Verenigde Staten. Minder dan een jaar later stopte hij ook hier mee, en ging terug naar Dr. Strange. Echter, Smiths korte tijd als auteur van de X-Men liet een grote indruk achter, en veel van zijn werk werd later herdrukt in de From the Ashes serie. Smith keerde nog eenmaal terug naar de X-Men stripserie voor de miniserie X-Men / Alpha Flight. Ook werkte hij kort aan de X-Men spin-off X-Factor. 
Smiths bekendste werk naast de X-Men zijn de The Golden Age en Leave It to Chance series, die hij allebei samen met schrijver James Robinson maakte.